# Mentor (Ohio)
Mentor es una ciudad ubicada en el condado de Lake en el estado estadounidense de Ohio. En el Censo de 2010 tenía una población de 47159 habitantes y una densidad poblacional de 650,34 personas por km².

## Geografía
Mentor se encuentra ubicada en las coordenadas 41°41′25″N 81°20′9″O / 41.69028, -81.33583. Según la Oficina del Censo de los Estados Unidos, Mentor tiene una superficie total de 72.51 km², de la cual 69.01 km² corresponden a tierra firme y (4.83%) 3.5 km² es agua.

## Demografía
Según el censo de 2010, había 47159 personas residiendo en Mentor. La densidad de población era de 650,34 hab./km². De los 47159 habitantes, Mentor estaba compuesto por el 96.28% blancos, el 0.96% eran afroamericanos, el 0.08% eran amerindios, el 1.37% eran asiáticos, el 0.01% eran isleños del Pacífico, el 0.31% eran de otras razas y el 0.99% pertenecían a dos o más razas. Del total de la población el 1.32% eran hispanos o latinos de cualquier raza.